# 五島市立平成小学校
五島市立平成小学校（ごとうしりつ へいせいしょうがっこう, Goto City Heisei Elementary School）は、長崎県五島市玉之浦町中須にあった公立小学校。略称は「平成小」（へいせいしょう）。
2019年（平成31年）3月末に閉校し、五島市立玉之浦小学校へ統合された。

## 概要
歴史
1990年（平成2年）に、玉之浦町内の小学校3校（七岳・東・大宝）が統合されて「玉之浦町立平成小学校」が開校した。校地と校舎は旧・東小学校のものを使用。2015年（平成27年）に統合25周年を迎える。

校章
校名の「平」の文字を3つ（統合前の3校を象徴）組み合わせたものを背景にして、中央に「小」の文字を置いている。
校歌
作詞・作曲ともに川下寅之助による。歌詞は3番まであり、各番に校名の「平成」が登場する。
校区
住所表記で五島市玉之浦町の後に「立谷（たちや）、大宝（だいほう）、小川、中須（なかす）、幾久山（いっくやま）、上の平（かみのひら）、布浦（ぬのうら）、荒川、丹奈（たんな）、頓泊（とんとまり）」が続く地区。
中学校区は五島市立玉之浦中学校。

## 沿革
旧・七岳小学校
丹奈小学校

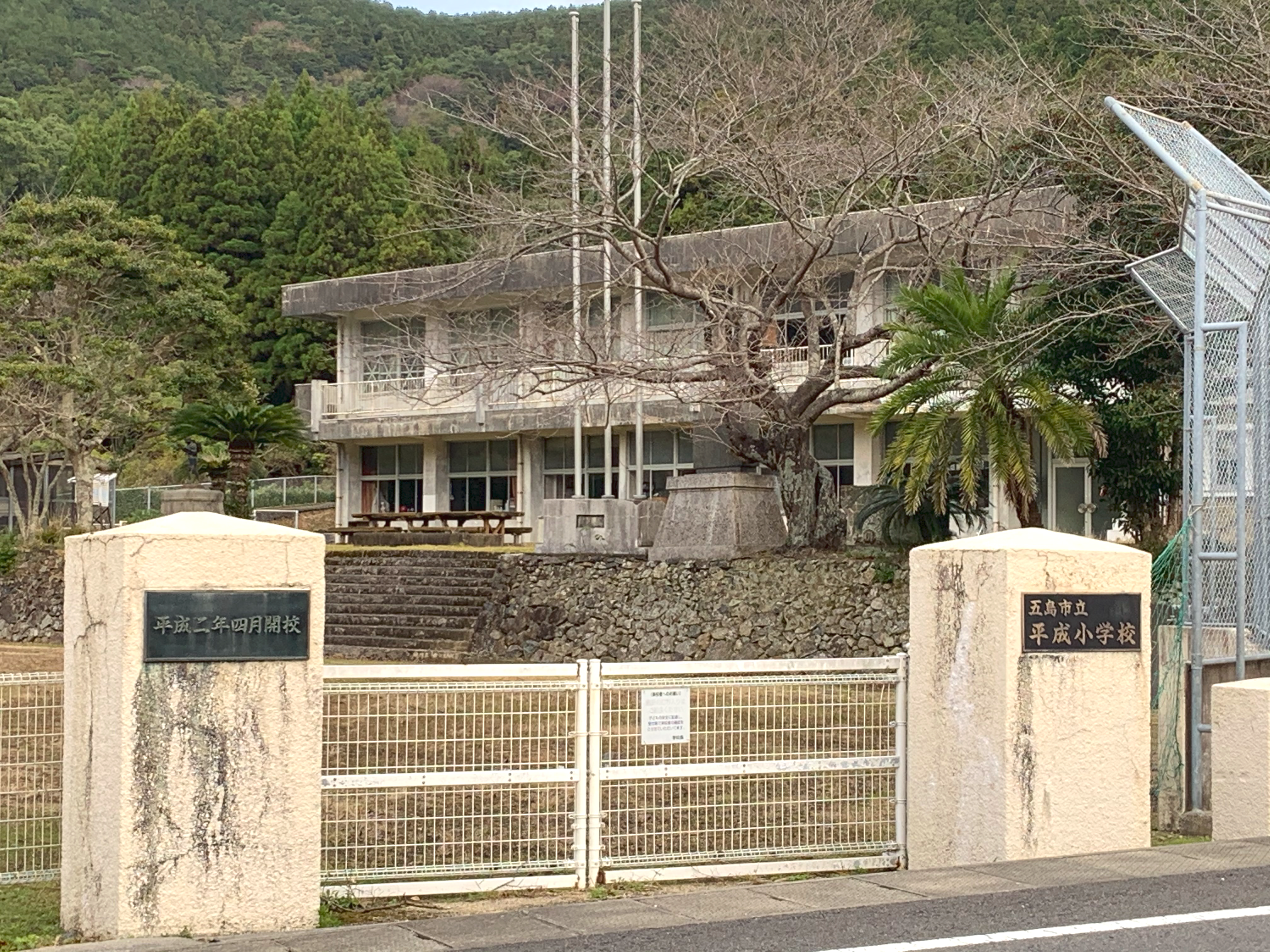
正門（2019年12月6日撮影）。

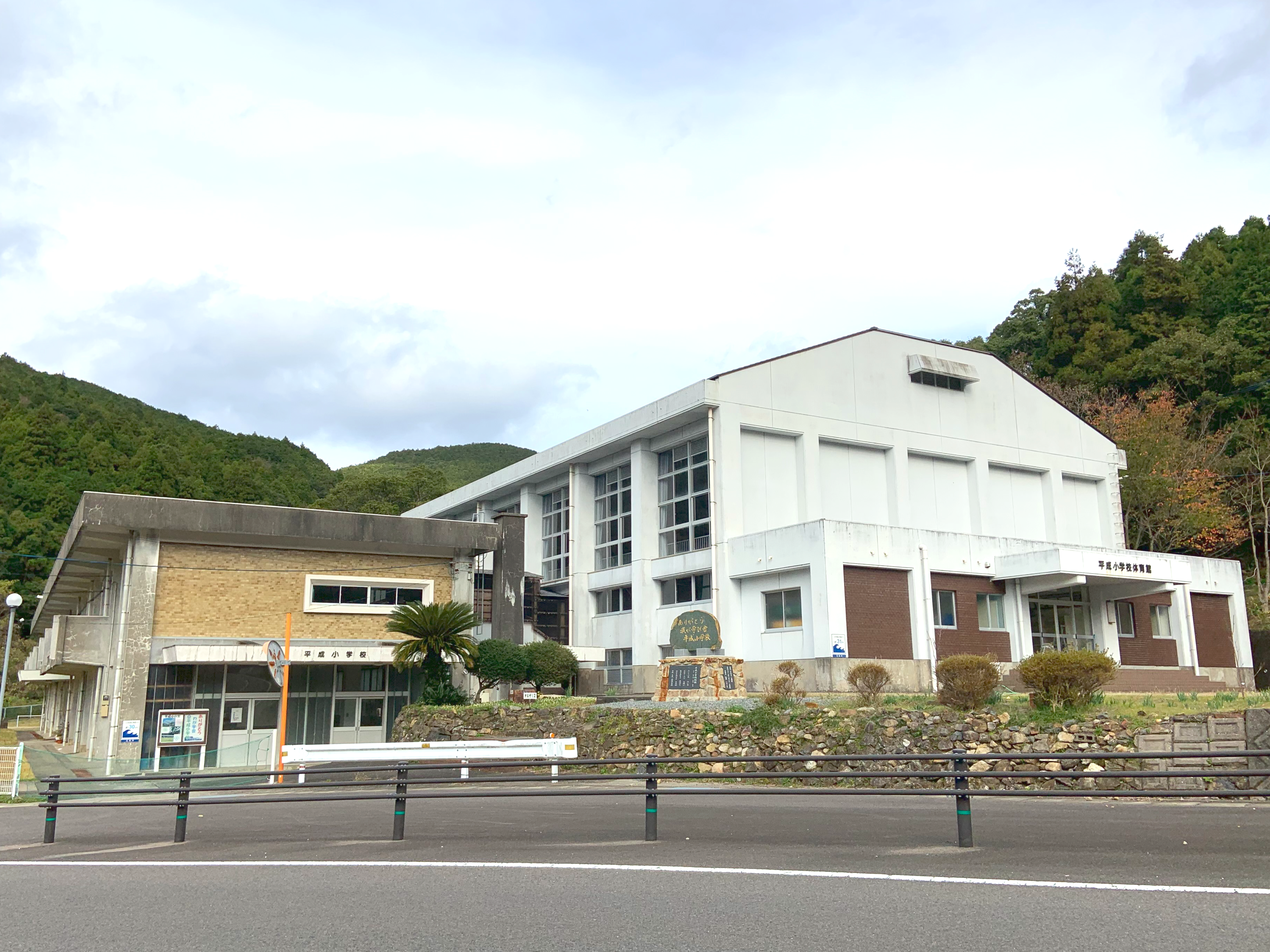
本校舎および体育館入口（2019年12月6日撮影）。

- 1875年（明治8年）5月 -「第五大学区 第五中学校 丹奈小学校」が開校。民家を借用し校舎とする。初代校長に松園犬太郎が就任。
- 1876年（明治9年）2月 - 丹奈郷47番地の民家に校舎を移転。
- 1882年（明治15年）2月 - 統合により、「公立中等玉之浦小学校 下等丹奈分校」となる。
- 1886年（明治19年）9月 - 小学校令の施行により、玉之浦小学校から分離し、「簡易丹奈小学校」として独立。
- 1889年（明治22年）4月 - 町村制の施行により、玉之浦村立の小学校となる。
- 1891年（明治24年）4月 - 丹奈郷字波戸の元1番地に校舎を改築。
- 1893年（明治26年）4月 - 尋常科を設置し、「丹奈尋常小学校」に改称。
- 1900年（明治33年）9月 - 波戸の元に校舎を増築。
- 1908年（明治41年）4月 - 小学校令の改正により、義務教育年限が4年から6年に延長され、尋常科5年を設置。
- 1909年（明治42年）4月 - 尋常科6年を設置。
- 1913年（大正2年）3月 - 丹奈大山神社境内を校地として借用。
- 1932年（昭和7年）2月 - 丹奈郷焼野原に新校舎が完成。
- 1933年（昭和8年）11月3日 - 玉之浦村の町制施行により、玉之浦町立の小学校となる。
- 1934年（昭和9年）3月 - 統合のため閉校。

荒川小学校
- 1875年（明治8年）5月 - 荒川郷字上の川210番地に「第五大学区 第五中学校 荒川小学校」が開校。初代校長に大山麓が就任。
- 1882年（明治15年）2月 - 統合により、「公立中等玉之浦小学校 下等荒川分校」となる。
- 1886年（明治19年）9月 - 小学校令の施行により、玉之浦小学校から分離し、「簡易荒川小学校」として独立。玉之浦村472番戸に校舎を改築。
- 1889年（明治22年）4月 - 町村制の施行により、玉之浦村立の小学校となる。
- 1893年（明治26年）4月 - 尋常科を設置し、「荒川尋常小学校」に改称。
- 1908年（明治41年）4月 - 小学校令の改正により、義務教育年限が4年から6年に延長され、尋常科5年を設置。
- 1909年（明治42年）4月 - 尋常科6年を設置。
- 1913年（大正2年）5月 - 校舎敷地として荒子海面を埋め立てる。
- 1914年（大正3年）10月 - 校舎を新築。
- 1922年（大正11年）
  - 1月 - 校舎を増築。
  - 4月 - 高等科を併置し、「荒川尋常高等小学校」に改称。

- 1933年（昭和8年）11月3日 - 玉之浦村の町制施行により、玉之浦町立の小学校となる。
- 1934年（昭和9年）3月 - 統合のため閉校。

統合
- 1934年（昭和9年）3月 - 丹奈尋常小学校と荒川尋常高等小学校の2校が統合され「玉之浦第二尋常高等小学校」となる。
  - 丹奈校舎に4学級、荒川校舎に3学級を設置し、複式の授業を継続。

- 1941年（昭和16年）4月1日 - 国民学校令の施行により、「玉之浦町第二国民学校」に改称。尋常科を初等科に改め、初等科6年・高等科2年とする。
- 1947年（昭和22年）
  - 4月1日 - 学制改革（六・三制の実施）が行われる。
  - 旧・玉之浦町第二国民学校の初等科が改組され、「玉之浦町立玉之浦第二小学校」となる。
  - 旧・玉之浦町第二国民学校の高等科が改組され、玉之浦町立玉之浦第二中学校（新制中学校）となり、小学校に併設される。

- 1948年（昭和23年）11月 - 従来の丹奈・荒川の2校舎体制を廃止し、統合校舎を荒川郷874番地（現・養護たちばな荘の敷地）に設置。
- 1951年（昭和26年）
  - 4月1日 - 「玉之浦町立七岳小学校」（七岳中学校を併設）に改称。
  - 7月4日 - 中学校の校舎が完成。

- 1961年（昭和36年）3月15日 - へき地集会所が完成。
- 1967年（昭和42年）5月 - 校旗を制定。
- 1968年（昭和43年）11月3日 - 運動場に老人ホームが着工。
- 1969年（昭和44年）
  - 7月25日 - 荒川郷876番地に鉄筋コンクリート造2階建ての校舎が完成し、小学校が移転。
  - 9月6日 - 木造の校舎が完成し、中学校が移転。

- 1970年（昭和45年）11月 - へき地集会室・観察池が完成。
- 1973年（昭和48年）3月30日 - 岩石園が完成。
- 1975年（昭和50年）11月13日 - 創立100周年を迎える。
- 1987年（昭和62年）8月30日 - 台風12号の被害を受ける。
- 1988年（昭和63年）4月1日 - 小学校が完全複式（3学級）となる。
- 1990年（平成2年）3月31日 - 統合のため閉校。115年の歴史に幕を下ろす。

旧・東小学校
中川小学校
- 1875年（明治8年）11月 - 「第五大学区 第五中学校 中川小学校」が開校。当初民家を仮校舎とする。初代校長に浦勢吉が就任。
- 1882年（明治15年）2月 - 統合により、「公立中等玉之浦小学校 下等中川分校」となる。
- 1886年（明治19年）9月 - 小学校令の施行により、玉之浦小学校から分離し、「簡易中川小学校」として独立。玉之浦村472番戸に校舎を改築。
- 1889年（明治22年）4月 - 町村制の施行により、玉之浦村立の小学校となる。
- 1893年（明治26年）4月 - 尋常科を設置し、「中須尋常小学校」に改称。小川郷に分教場を設置。
- 1901年（明治34年）3月 - 中須尋常小学校と小川分教場を統合し、「中川尋常小学校」に改称。
- 1908年（明治41年）4月 - 小学校令の改正により、義務教育年限が4年から6年に延長され、尋常科5年を設置。
- 1909年（明治42年）4月 - 尋常科6年を設置。
- 1910年（明治43年）- 義務教育年限の延長により児童が増加したため、校舎を増築。
- 1911年（明治44年）7月 - 実業補習学校を併設。
- 1919年（大正8年）3月 - 校地を拡張し、校舎を新築。
- 1926年（大正15年）3月 - 高等科を併置し、「中川尋常高等小学校」に改称。当時の児童数は尋常科132名・高等科26名
- 1932年（昭和7年）1月 - 校地を拡張し、2教室を新築。
- 1933年（昭和8年）11月3日 - 玉之浦村の町制施行により、玉之浦町立の小学校となる。
- 1934年（昭和9年）3月 - 統合のため閉校。

幾久山小学校
- 1878年（明治11年）8月 - 幾久山下里に「幾久山小学校」が開校。初代校長に木戸守之が就任。
- 1882年（明治15年）2月 - 統合により、「公立中等玉之浦小学校 下等幾久山分校」となる。
- 1886年（明治19年）9月 - 小学校令の施行により、玉之浦小学校から分離し、「簡易幾久山小学校」として独立。
- 1889年（明治22年）4月 - 町村制の施行により、玉之浦村立の小学校となる。
- 1893年（明治26年）4月 - 尋常科を設置し、「幾久山尋常小学校」に改称。
- 1901年（明治34年）5月 - 幾久山上里に校舎を改築。
- 1908年（明治41年）4月 - 小学校令の改正により、義務教育年限が4年から6年に延長され、尋常科5年を設置。
- 1909年（明治42年）4月 - 尋常科6年を設置。
- 1911年（明治44年）7月 - 実業補習学校を併設。
- 1929年（昭和4年）4月 - 高等科を併置し、「幾久山尋常高等小学校」に改称。
- 1933年（昭和8年）11月3日 - 玉之浦村の町制施行により、玉之浦町立の小学校となる。
- 1934年（昭和9年）3月 - 統合のため閉校。

統合
- 1934年（昭和9年）3月 - 中川尋常高等小学校と幾久山尋常高等小学校の2校が統合され「玉之浦第三尋常高等小学校」となる。
  - 8学級編成とし、当時の児童数は尋常科277名、高等科62名。
  - 実業補習学校も統合され、青年訓練認定玉之浦第三実業補習学校となる。

- 1935年（昭和10年）6月 - 青年学校令の施行により、併設の実業補習学校が「玉之浦第三青年学校」に改称。
- 1937年（昭和12年）
  - 5月 - 旧校舎を解体。
  - 9月 - 新校舎で授業を開始。

- 1941年（昭和16年）4月1日 - 国民学校令の施行により、「玉之浦町第三国民学校」に改称。尋常科を初等科に改め、初等科6年・高等科2年とする。
- 1947年（昭和22年）4月1日 - 学制改革（六・三制の実施）が行われる。
  - 旧・玉之浦町第三国民学校の初等科が改組され、「玉之浦町立玉之浦第三小学校」となる。
  - 旧・玉之浦町第三国民学校の高等科が改組され、玉之浦町立玉之浦第三中学校（新制中学校）となり、小学校に併設される。

- 1951年（昭和26年）
  - 4月1日 - 「玉之浦町立東小学校」（東中学校を併設）に改称。
  - 12月 - 中学校2教室が完成。

- 1952年（昭和27年）- 運動場を拡張。
- 1975年（昭和50年）9月 - 創立100周年記念式典を挙行。記念碑中央部にタイムカプセルを埋め、50年後に開くこととする。
- 1981年（昭和56年）
  - 4月 - 2・3年の複式学級を設置。
  - 10月29日 - 小学校5教室と付属施設を焼失。

- 1990年（平成2年）3月31日 - 統合のため閉校。115年の歴史に幕を下ろす。校地と校舎は新設の平成小学校に継承される。

旧・大宝小学校
- 1875年（明治8年）5月28日 - 「第五大学区 第五中学区 大宝小学校」が開校。
  - 当時校舎はなく、大宝寺殿広間を使用。後に大宝郷字前田（現・大宝簡易郵便局）に移転。初代校長に久保泰蔵が就任。
- 1882年（明治15年）2月 - 統合により、「公立中等玉之浦小学校 下等大宝分校」となる。
- 1886年（明治19年）9月 - 小学校令の施行により、玉之浦小学校から分離し、「簡易大宝小学校」として独立。
- 1889年（明治22年）4月 - 町村制の施行により、玉之浦村立の小学校となる。
- 1893年（明治26年）4月 - 尋常科を設置し、「大宝尋常小学校」に改称。
- 1897年（明治30年）8月 - 校舎を改築。
- 1908年（明治41年）4月 - 大宝郷堤に校舎が完成し、移転を完了。小学校令の改正により、義務教育年限（尋常科の年限）が4年から6年に延長され、尋常科5年を設置。
- 1909年（明治42年）4月 - 尋常科6年を設置。
- 1924年（大正13年）4月 - 複式3学級編成とする。
- 1926年（大正15年）2月11日 - 新校舎1棟が完成。運動場を拡張。
- 1928年（昭和3年）4月 - 高等科を併置し、「大宝尋常高等小学校」に改称。
- 1933年（昭和8年）11月3日 - 玉之浦村の町制施行により、玉之浦町立の小学校となる。
- 1941年（昭和16年）4月1日 - 国民学校令の施行により、「玉之浦町大宝国民学校」に改称。尋常科を初等科に改め、初等科6年・高等科2年とする。
- 1942年（昭和17年）4月 - 複式を解消し、単式8学級編成とする。
- 1943年（昭和18年）1月 - 4教室を増築。
- 1947年（昭和22年）4月1日 - 学制改革（六・三制の実施）が行われる。
  - 旧・玉之浦町大宝国民学校の初等科が改組され、「玉之浦町立大宝小学校」となる。
  - 旧・玉之浦町大宝国民学校の高等科が改組され、玉之浦町立大宝中学校（新制中学校）となり、小学校に併設される。
    - 教室不足のため、中学1年は神社、中学2年は公民館を借用して授業を行う。
- 1952年（昭和27年）6月 - 中学校2教室が完成したため、神社と公民館の仮校舎使用を終了。
- 1963年（昭和38年）7月27日 - ミルク給食を開始。
- 1965年（昭和40年）3月 - へき地集会所が完成。
- 1967年（昭和42年）4月 - 小学校校舎が完成。
- 1975年（昭和50年）5月28日 - 創立100周年記念式典を挙行。
- 1986年（昭和61年）6月17日 - 校旗を制定。
- 1990年（平成2年）3月31日 - 統合のため閉校。115年の歴史に幕を下ろす。

統合・平成小学校
- 1990年（平成2年）4月1日 - 上記3校が統合され、旧・東小学校の校地に「玉之浦町立平成小学校」が開校。初代校長に岩永和夫が就任。
- 1991年（平成3年）3月14日 - 校歌を制定。
- 1992年（平成4年）8月 - スクールバスの運行を開始。
- 1993年（平成5年）
  - 1月20日 - 校旗を制定。
  - 3月24日 - 新体育館が完成。
- 2004年（平成16年）8月1日 - 市町村合併により「五島市立平成小学校」（現校名）に改称。
- 2019年（平成31年）
  - 3月22日 - 午前、最後の学校行事となる修了式挙行[3]。
  - 3月31日 - 五島市立玉之浦小学校への統合により、閉校[1]。
  - なお、統合後の校舎は五島市立玉之浦中学校（旧・五島市立平成中学校校舎）に併設。平成の初めに開校した本校は、平成の終わりにその幕を下ろした。

## 交通アクセス
最寄りのバス停
- 五島自動車（五島バス）「平成小学校前」バス停　(現在は「ほたるの里」バス停)

最寄りの道路
- 長崎県道164号玉之浦岐宿線

## 周辺
- 五島市立玉之浦中学校（旧・五島市立平成中学校）
- 五島市立中川へき地保育所
- 中須簡易郵便局
- 五島警察署 中須警察官駐在所

## 参考資料
- 「玉之浦町郷土誌」（1995年（平成7年）3月31日, 玉之浦町）p. 387 -